# Фестивал уличних свирача – Градић фест
Фестивал уличних свирача – Градић фест је уметнички фестивал који се сваке године одржава у Новом Саду. Ово је нетакмичарски фестивал који окупља извођаче и негује дух уличне уметности, не ограничавајући жанр нити медиј у којем се уметникци изражавају. Право учешћа имају појединци, групе или трупе који своје извођење или уметност препознају као ону која припада свима, односно која припада улици. На фестивалу не учествују само уметници којима је улично свирање и наступање на трговима стил живота већ и аутори који су својим трудом и залагањем афирмисали своју уметност.
Фестивал се одржава од 2001. године крајем лета. До 2016. одржавао се у центру Новог Сада, да би од 2016. године био измештен у Подграђе Петроварадинске тврђаве.

## О Фестивалу
На фестивалу наступају извођачи различитих музичких жанрова који често свирају на необичним инструментима у низу уличних представа, плесова и акробација. Фестивал је од самог почетка има међународни карактер, али и афирмише новосадске уметнике који тек почињу. Фестивал уличних свирача последњих година организује Уметничка асоцијација „Инбокс” из Новог Сада, која је изворни концепт манифестације унапредила и прилагодила савременим пословним и комуникационим токовима у уметности и култури 21. века.

## Организација
Фестивал је 2001. основао новосадски Центар за културну анимацију, на иницијативу Роберта Колара, бившег посланика за културу.
Покровитељ Фестивала је Град Нови Сад. Туристичка организација Србије доделила је Фестивалу награду Туристички цвет, у категорији Културно-туристичка манифестација за допринос туризму.
Фестивал је 2012. године добио средства од Европске уније и као такав добио је статус Европског фестивала. Те године на њему је наступило  преко 150 уметника из целог света.

## Локације фестивалских дешавања
Локације на којима се догађа Градић фест су: улице Београдска, Лисинског, Владимира Назора и Штросмајерова, Трг владике Николаја, Рампин пут (стаза која се пружа од Завода за заштиту споменика културе Војводине до степеништа тврђаве) и зелене површине иза Београдске капије.